# Diego Brenner
Diego Brenner (ur. 4 maja 1974) – brazylijski brydżysta, World Life Master (WBF).

## Wyniki brydżowe

### Olimpiady
Na olimpiadach uzyskał następujące rezultaty:
| Olimpiady Brydżowe. Zawody teamów | Olimpiady Brydżowe. Zawody teamów | Olimpiady Brydżowe. Zawody teamów   | Olimpiady Brydżowe. Zawody teamów | Olimpiady Brydżowe. Zawody teamów | Olimpiady Brydżowe. Zawody teamów |
| Rok                               | Miejsce                           | Zawody                              | Kategoria                         | Drużyna                           | Pozycja                           |
| --------------------------------- | --------------------------------- | ----------------------------------- | --------------------------------- | --------------------------------- | --------------------------------- |
| 2008                              | Pekin                             | 1 Olimpiada Sportów Umysłowych      | Open                              | Brazil                            | 9                                 |
| 2004                              | Stambuł                           | 12. Olimpiada Teamów                | Open                              | Brazil                            | 21                                |
| 2002                              | Salt Lake City                    | 4 Mistrzostwa o Wielką Nagrodę MKOL | Open                              | Brazil                            | 6                                 |
| 2000                              | Maastricht                        | 11. Olimpiada Brydżowa              | Open                              | Brazil                            | 5                                 |

### Zawody światowe
W światowych zawodach zdobył następujące lokaty:
| Mistrzostwa Świata. Konkurencja teamów | Mistrzostwa Świata. Konkurencja teamów | Mistrzostwa Świata. Konkurencja teamów          | Mistrzostwa Świata. Konkurencja teamów | Mistrzostwa Świata. Konkurencja teamów | Mistrzostwa Świata. Konkurencja teamów |
| Rok                                    | Miejsce                                | Zawody                                          | Kategoria                              | Drużyna                                | Pozycja                                |
| -------------------------------------- | -------------------------------------- | ----------------------------------------------- | -------------------------------------- | -------------------------------------- | -------------------------------------- |
| 2013                                   | Nusa Dua                               | 41. Mistrzostwa Świata Teamów                   | Trans                                  | Dorsi                                  | 18                                     |
| 2013                                   | Nusa Dua                               | 41. Mistrzostwa Świata Teamów                   | Open                                   | Brazil                                 | 15                                     |
| 2012                                   | Lille                                  | 5. Otwarte Mistrzostwa Świata Teamów Mikstowych | Miksty                                 | Monafriends                            | 11                                     |
| 2011                                   | Veldhoven                              | 40. Mistrzostwa Świata Teamów                   | Trans                                  | Brazil Open                            | 52                                     |
| 2011                                   | Veldhoven                              | 40. Mistrzostwa Świata Teamów                   | Open                                   | Brazil                                 | 16                                     |
| 2010                                   | Filadelfia                             | 13. Seria Mistrzostw Świata                     | Open                                   | Delmonte                               | 65                                     |
| 2009                                   | São Paulo                              | 39 Mistrzostwa Świata Teamów                    | Open                                   | Brazil                                 | 17                                     |
| 2009                                   | São Paulo                              | 39. Mistrzostwa Świata Teamów                   | Trans                                  | Brazil                                 | 5                                      |
| 2007                                   | Szanghaj                               | 38 Mistrzostwa Świata Teamów                    | Open                                   | Brazil                                 | 9                                      |
| 2006                                   | Werona                                 | 12 Mistrzostwa Świata                           | Open                                   | Chagas                                 | 9                                      |
| 2005                                   | Estoril                                | 37. Mistrzostwa Świata Teamów                   | Trans                                  | Zia                                    | 21                                     |
| 2003                                   | Monte Carlo                            | 36. Mistrzostwa Świata Teamów                   | Trans                                  | Miroglio                               | 21                                     |
| 2002                                   | Montreal                               | 11. Mistrzostwa Świata                          | Open                                   | Chagas                                 | 33                                     |
| 2001                                   | Paryż                                  | 35 Mistrzostwa Świata Teamów                    | Open                                   | Brazil                                 | 16                                     |
| 2001                                   | Paryż                                  | 35. Mistrzostwa Świata Teamów                   | Trans                                  | Brachman                               | 1                                      |
| 1999                                   | Fort Lauderdale                        | 7. Młodzieżowe Mistrzostwa Świata Teamów        | Juniorzy                               | Brazil                                 | 13                                     |
| 1991                                   | Ann Arbor                              | 3. Młodzieżowe Mistrzostwa Świata Teamów        | Juniorzy                               | Brazil                                 | 11                                     |

| Mistrzostwa Świata. Konkurencja par | Mistrzostwa Świata. Konkurencja par | Mistrzostwa Świata. Konkurencja par | Mistrzostwa Świata. Konkurencja par | Mistrzostwa Świata. Konkurencja par | Mistrzostwa Świata. Konkurencja par |
| Rok                                 | Miejsce                             | Zawody                              | Kategoria                           | Partner                             | Pozycja                             |
| ----------------------------------- | ----------------------------------- | ----------------------------------- | ----------------------------------- | ----------------------------------- | ----------------------------------- |
| 2010                                | Filadelfia                          | 13. Mistrzostwa Świata              | Miksty                              | Nina Anidjar                        | 122                                 |
| 2006                                | Werona                              | 12. Mistrzostwa Świata              | Open                                | Marcelo Castello Branco             | 49                                  |
| 2006                                | Werona                              | 12 Mistrzostwa Świata               | Miksty                              | Nina Anidjar                        | 244                                 |
| 2002                                | Montreal                            | 11. Mistrzostwa Świata              | Open                                | Gabriel Chagas                      | 3                                   |
| 1997                                | Santa Sofia Forlí                   | 2. Mistrzostwa Świata Par Juniorów  | Juniorzy                            | Bruno De Oliveira                   | 64                                  |

### Zawody europejskie
W europejskich zawodach zdobył następujące lokaty:
| Zawody europejskie. Konkurencja teamów | Zawody europejskie. Konkurencja teamów | Zawody europejskie. Konkurencja teamów | Zawody europejskie. Konkurencja teamów | Zawody europejskie. Konkurencja teamów | Zawody europejskie. Konkurencja teamów |
| Rok                                    | Miejsce                                | Zawody                                 | Kategoria                              | Drużyna                                | Pozycja                                |
| -------------------------------------- | -------------------------------------- | -------------------------------------- | -------------------------------------- | -------------------------------------- | -------------------------------------- |
| 2009                                   | San Remo                               | 4. Otwarte Mistrzostwa Europy          | Miksty                                 | Latin Mix                              | 55                                     |
| 2009                                   | San Remo                               | 4. Otwarte Mistrzostwa Europy          | Open                                   | Lara                                   | 44                                     |
| 2005                                   | Teneryfa                               | 2. Otwarte Mistrzostwa Europy          | Open                                   | Puig–Doria                             | 79                                     |
| 2003                                   | Mentona                                | 1. Otwarte Mistrzostwa Europy          | Open                                   | Chagas                                 | 3                                      |

| Zawody europejskie. Konkurencja par | Zawody europejskie. Konkurencja par | Zawody europejskie. Konkurencja par | Zawody europejskie. Konkurencja par | Zawody europejskie. Konkurencja par | Zawody europejskie. Konkurencja par |
| Rok                                 | Miejsce                             | Zawody                              | Kategoria                           | Partner                             | Pozycja                             |
| ----------------------------------- | ----------------------------------- | ----------------------------------- | ----------------------------------- | ----------------------------------- | ----------------------------------- |
| 2009                                | San Remo                            | 4. Otwarte Mistrzostwa Europy       | Miksty                              | Nina Anidjar                        | 107                                 |
| 2007                                | Antalya                             | 3. Otwarte Mistrzostwa Europy       | Open                                | Nina Anidjar                        | 82                                  |
| 2005                                | Teneryfa                            | 2. Otwarte Mistrzostwa Europy       | Mikst                               | Nina Anidjar                        | 130                                 |
| 2003                                | Mentona                             | 1. Otwarte Mistrzostwa Europy       | Open                                | Gabriel Chagas                      | 259                                 |

## Klasyfikacja
- Diego Brenner – klasyfikacja WBF (ang.)